# Bataille de Calibío
Campagne de Nariño dans le sud
(Guerre d'indépendance de la Colombie)
Batailles
m
- Alto Palacé
- Calibío
- Juanambú
- Tacines
- Ejidos de Pasto

La bataille de Calibío est un affrontement armé entre les troupes patriotes des Provinces-Unies de Nouvelle-Grenade commandées par le général Antonio Nariño et les troupes royalistes regroupées dans l'hacienda Calibío, commandées par Juan de Sámano. Se déroulant le 15 janvier 1814 dans le cadre de la campagne de Nariño dans le sud, épisode de la guerre d'indépendance de la Colombie, la bataille se solde par la défaite des royalistes qui se replient vers Pasto, ce qui permet à Nariño d'entrer victorieusement dans Popayán.

## Contexte
Lors de la bataille précédente du 30 décembre 1813, alors que les Espagnols veulent empêcher le passage du río Palacé par les troupes indépendantistes, la victoire d'une force de 200 hommes commandée par José María Cabal sur 500 royalistes oblige Sámano à battre en retraite vers El Tambo. Sámano regroupe ses forces dans l'hacienda Calibío où il est rejoint par les troupes commandées par le colonel Ignacio Asín.

## Combats
Le 15 janvier 1814, l'armée de Nariño arrive à l'hacienda et livre une bataille de plus de trois heures où Asín trouve la mort. À l'issue du combat qui tourne en faveur de l'armée dirigée par Nariño, les indépendantistes récupèrent la totalité de l'armement royaliste. Le lendemain de la déroute des Espagnols, Sámano s'étant enfui avec les restes de ses troupes à Pasto, Nariño peut entrer victorieusement dans Popayán, ne comptant dans ses rangs que 50 hommes morts au combat, dont aucun haut-gradé.

## Conséquences
À la suite de ces défaites, Sámano est relevé de son commandement et remplacé par le maréchal de camp Melchor Aymerich car, selon le gouverneur Toribio Montes, bien que Sámano soit loyal envers la Couronne et ait beaucoup d'expérience militaire, des tactiques plus audacieuses s'imposent pour assurer la victoire des troupes royalistes.